# Кольмар-Рибовилле
Кольмар-Рибовилле (фр. Colmar-Ribeauvillé, код INSEE — 682) — округ региона Эльзас во Франции. Один из четырёх округов департамента Верхний Рейн. Округ был образован 1 января 2015 года слиянием округов Рибовилле и Кольмар.

## Географическое положение
Округ Кольмар-Рибовилле расположен на севере департамента Верхний Рейн и граничит на юге с округом Тан-Гебвиллер, на севере с округом Селеста-Эрстен департамента Нижний Рейн, на востоке с Германией. В состав округа полностью входят 3 кантона и частично кантон Венценайм (из 35 коммун кантона 27 находится в округе Кольмар-Рибовилле).
Супрефектура округа — Кольмар, также является префектурой департамента. Здание префектуры было построено в 1866 году.

## Примечания

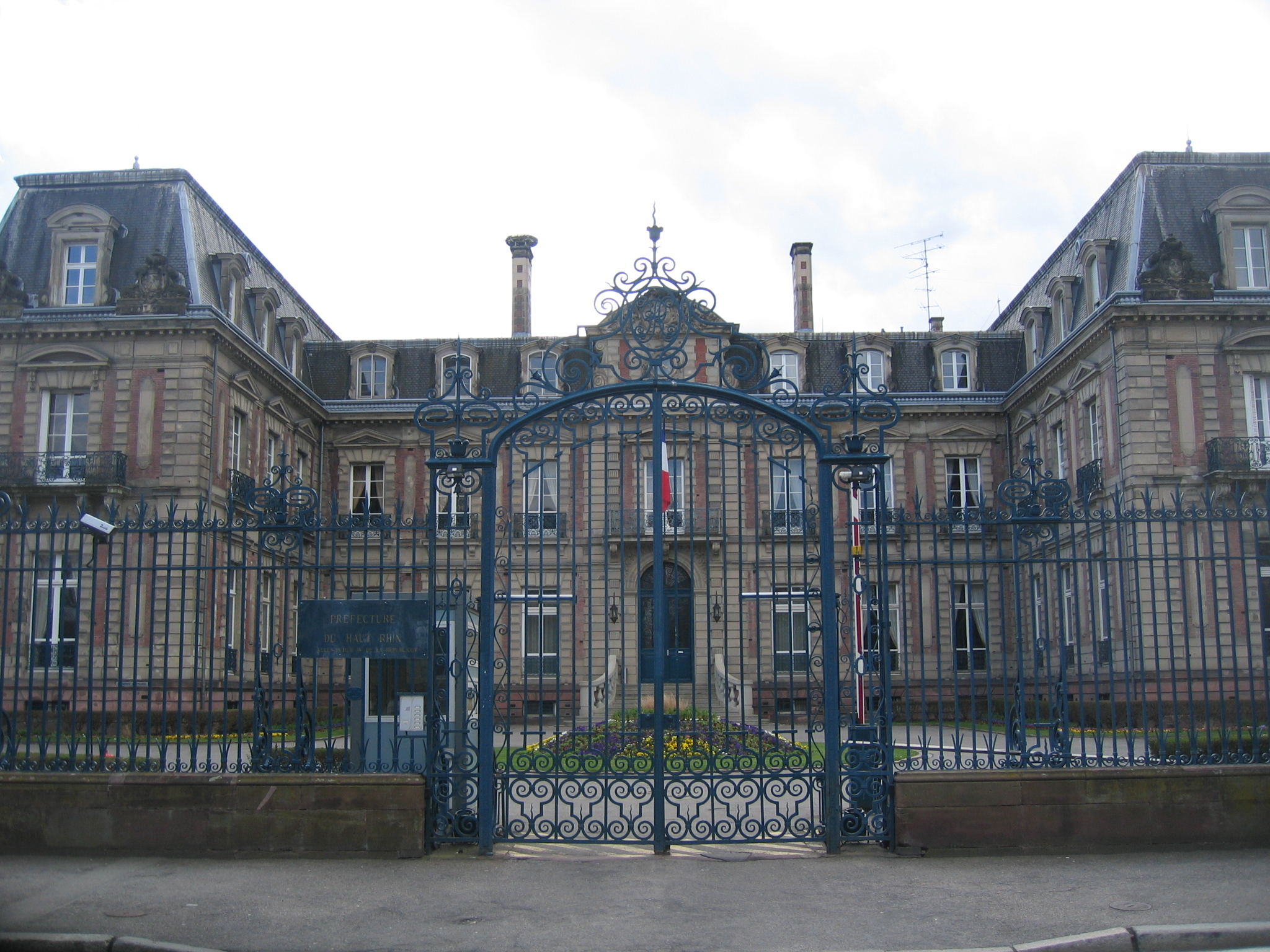
Здание префектуры в Кольмаре